# Psellidotus comma
Psellidotus comma är en tvåvingeart som först beskrevs av Samuel Wendell Williston  1900.  Psellidotus comma ingår i släktet Psellidotus och familjen vapenflugor. Inga underarter finns listade i Catalogue of Life.